# Cantón de Muret
El cantón de Muret es una división administrativa francesa, situada en el departamento de Alto Garona y la región de Mediodía-Pirineos.

## Composición
El cantón de Muret incluye nueve comunas:
- Muret
- Frouzins
- Seysses
- Lherm
- Lavernose-Lacasse
- Labastidette
- Le Fauga
- Saint-Clar-de-Rivière
- Saint-Hilaire